# Балих
 Тази статия е за шумерския владетел.  За реката в Сирия вижте Белих.  
Балих е митичен цар на древния шумерски град Киш, управлявал в началото на III хилядолетие пр.н.е. от I династия Киш.
Съгласно шумерския „Царски списък“, Балих бил син на предния цар Етана и управлявал след него 400 години. Друго за него не е неизвестно.
| I династия Киш        |                           |                     |
| Предшественник: Етана | цар на Киш 30 век пр.н.е. | Преемник: Ен-Менуна |